# Benson & Hedges (марка сигарет)
Benson & Hedges — марка сигарет, принадлежащая British American Tobacco, Altria и Japan Tobacco. В Великобритании сигареты зарегистрированы в Old Bond Street in London, производятся в Lisnafillen, Ballymena, Северной Ирландии.

## История
Benson & Hedges была основана в 1873 году Richard Benson и William Hedges под названием Benson and Hedges Ltd. Alfred Paget Hedges сменил своего отца в бизнесе в 1885 году, в том же году Ричард Бенсон отошел от дел. В 1900 году марка появляется на рынках США и Канады. В 1928 году американское отделение стало независимым, и было куплено компанией Philip Morris в 1958 году, которая также приобрела канадское отделение в 1960 году. В 1955 году Gallagher Limited приобрела марку в Великобритании.
Королевский Ордер был выдан британской компании в 1878 году. В 1999 году он был отменен. Изображение было удалено с пачки.
В июне 1977 года Benson & Hedges была представлена вместе с руководителями шести крупнейших международных табачных компаний, на Operation Berkshire в Shockerwick House, где они договорились о целенаправленной стратегии ввести в заблуждение общественность о вредных последствиях курения и тормозить борьбу против табака.

## Рынки
Сигареты доступны в золотой или серебряной пачке, в некоторых странах ещё и в зелёной (ментоловые). Japan Tobacco также производит сигары Hamlet cigars.

### Рынок Великобритании
На рынке Великобритании в конце 1970-х марка была представлена рекламным роликом от Collett Dickenson Pearce. Так впервые появился логотип, который предложил John Emperor
В 2007 году Benson & Hedges изменили упаковку. Появилась «серебряная» серия с меньшим содержанием никотина. В 2008 году появилась линейка «черных» сигарет, но к началу 2009 года они исчезли из продажи.

### Другие страны
В Канаде, популярный бренд «Belmonts», производится компанией Benson & Hedges в Торонто.
В США марка была приобретена компанией Philip Morris в 1954 году.
В Соединенных Штатах доступны:
- Benson & Hedges Kings — Box
- Benson & Hedges Menthol — Kings & 100s
- Benson & Hedges Multifilter Kings — Soft
- Benson & Hedges 100s — Soft, Box
- Benson & Hedges 100s Menthol — Soft, Box
- Benson & Hedges 100s DeLuxe — Box
- Benson & Hedges 100s DeLuxe Menthol — Box
- Benson & Hedges 100s Luxury — Soft, Box
- Benson & Hedges 100s Luxury Menthol — Soft, Box

Benson & Hedges 100s Luxury — Мягкий, Box
Benson & Hedges 100s люкс Ментол — Soft, Box

## Спонсорство
С 1996 по 2004 год компания Benson&Hedges являлась титульным спонсором команды Формулы-1 Jordan.

## В культуре
- Пара новорожденных близнецов в Новой Зеландии получила имена Benson и Hedges в честь бренда.[5]
- У Нью-Йоркской группы FUN. в альбоме Aim and Ignite есть песня под названием Benson Hedges.
- Сигареты Benson & Hedges курят персонажи романа Дэвида Митчелла "Утопия-авеню".